# 29.ª División de Granaderos Waffen de las SS (1.ª Italiana)
La 29.ª División de Granaderos Waffen de las SS (1.ª Italiana) (en alemán: 29. Waffen-Grenadier-Division der SS (italienische Nr. 1)), también conocida como Legione SS Italiana, fue una división de las SS de la Alemania nazi durante la Segunda Guerra Mundial. Fue creado originalmente en la República Social Italiana en 1943 como la Legión Italiana, luego renombrada como brigada. La unidad alcanzó el rango de división el 10 de febrero de 1945. Como su nombre indica, estuvo compuesta por voluntarios italianos y miembros del Partido Fascista Republicano.

## Antecedentes
El Reino de Italia el 8 de septiembre de 1943 firmó un armisticio con los Aliados. En respuesta, el Ejército alemán y las Waffen-SS desarmaron a las tropas italianas a menos que estuvieran luchando por la causa alemana. La nueva República Social Italiana fue fundada el 23 de septiembre de 1943 bajo el duce Benito Mussolini. El 2 de octubre de 1943, Heinrich Himmler y Gottlob Berger idearon el Programm zur Aufstellung der italienischen Milizeinheiten durch die Waffen-SS ('Programa para el despliegue de las fuerzas de la milicia italiana por las Waffen-SS') que fue aprobado por Adolf Hitler y Benito Mussolini.

## Historial operacional

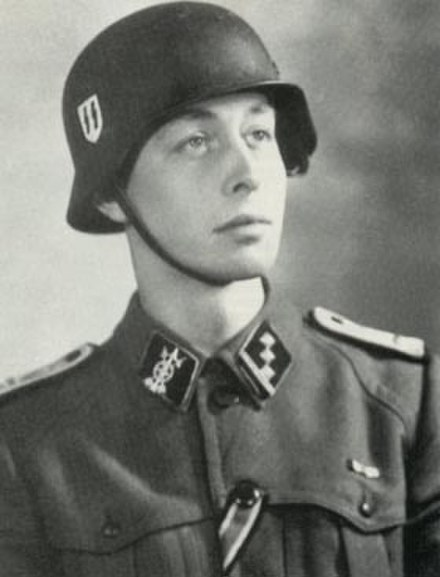
Pio Filippani Ronconi con el uniforme de un voluntario extranjero de las Waffen-SS. Lleva los galones del batallón de la Waffen-Grenadier-Brigade der SS (italienische Nr. 1).

En octubre de 1943, 15.000 voluntarios comenzaron a entrenar en Truppenübungsplatz Münsingen, pero 9.000 de ellos no eran aptos y fueron liberados para entrenamiento en unidades de policía, las Brigadas Negras o para labores. 
El 23 de noviembre de 1943, 13 batallones de Miliz prometieron lealtad antes de ser trasladados a SS-Ausbildungsstab Italien. La unidad fue comandada por el SS-Obergruppenführer Karl Wolff y llamada Italienische SS-Freiwilligen-Legion, pero pronto cambió su nombre a 1. Sturmbrigade Italienische Freiwilligen-Legion.
En abril de 1944, tres batallones lucharon contra las cabezas de puente aliadas de Anzio y Nettuno con buenos resultados, por lo que Heinrich Himmler el 3 de mayo de 1944 les permitió usar runas SS en negro en lugar de rojo e integrarse completamente en las Waffen SS. Los miembros de la Vendetta bajo el exteniente Coronel formado en las Camisas Negras, Delgi Oddi se distinguieron particularmente en derrotar un esfuerzo decidido de la 3.ª División de Infantería de los Estados Unidos por invadir sus posiciones y capturar a varios prisioneros.
El 7 de septiembre de 1944, pasó a llamarse Waffen-Grenadier-Brigade der SS (italienische Nr. 1) bajo el Generalkommando Lombardia del Grupo de Ejércitos C. Para diciembre de 1944, la unidad estaba compuesta por 15.000 hombres. En la primavera de 1945, la división bajo el mando de Ernst Tzschoppe como Kampfgruppe Binz luchó contra las unidades francesas en Lombardía y los partisanos en Piamonte. El 30 de abril de 1945, la división se rindió a las tropas estadounidenses en Gorgonzola, Lombardía.

## Organización
Estructura de la división:
- Acuartelamientos
- 81.º Regimiento de Granaderos SS (1.º Italiano)
- 82.º Regimiento de Granaderos SS (2.º Italiano)
- 29.º Batallón de Fusileros de las SS
- 29.ª Compañía de Ingenieros de las SS
- 29.º Regimiento de Artillería de las SS
- 29,º Batallón de Destructores de Tanques SS
- 29.º Batallón de Señales SS
- 29.º Grupo de Suministro Divisional de las SS

## Comandantes
| N.º | Rango                |  | Comandantes         | Período                             |
| --- | -------------------- |  | ------------------- | ----------------------------------- |
| 1   | SS-Obergruppenführer |  | Karl Wolff          | marzo - septiembre de 1944          |
| 2   | SS-Brigadeführer     |  | Pietro Mannelli     | septiembre de 1944                  |
| 3   | SS-Brigadeführer     |  | Peter Hansen        | septiembre - octubre de 1944        |
| 4   | SS-Brigadeführer     |  | Gustav Lombard      | octubre - noviembre de 1944         |
| 5   | SS-Standartenführer  |  | Constantin Heldmann | noviembre de 1944 - febrero de 1945 |
| 6   | SS-Oberführer        |  | Erwin Tzschoppe     | febrero - abril de 1945             |